# Trobada de Cançó d'Autor dels Països Catalans

La Trobada de Cançó d'Autor dels Països Catalans és un festival anual de cançó d'autor que se celebra a Sant Pere de Riudebitlles cada estiu d'ençà 2005. Un dels membres de l'assemblea organitzadora, el cantautor riudebitllenc Cesk Freixas, n'explicità el valor reivindicatiu: 
| « | Volem reivindicar el país sencer. Tenim clara la reivindicació autonòmica de Catalunya, però la nació sencera va més enllà. | » |

|     | Artistes                                                                     |
| --- | ---------------------------------------------------------------------------- |
| 15a | Pau Alabajos · Maria José Cardona · Pere Figueres · Meritxell Gené · Verdcel |
| 9a  | Jaume Arnella Cesk Freixas                                                   |
| 10a | Maria del Mar Bonet Feliu Ventura                                            |
| 4a  | Albert Fibla · Meritxell Gené                                                |
| 3a  | Cesk Freixas i els Altres Bandais Pau Alabajos i els Músics Furtius          |
| 13a | Cesk Freixas                                                                 |
|     | Miquel Gil                                                                   |
| 8a  | Meritxell Gené Pere Tàpias                                                   |
| 11a | Ovidi3 Marcel Pich                                                           |
| 7a  | Quico Pi de la Serra Jordi Montañez                                          |
| 12a | Toti Soler i Gemma Humet                                                     |
| 14a | Mazoni Sílvia Tomàs                                                          |
| 1a  | Feliu Ventura                                                                |

La primera Trobada tingué lloc a un bar del poble, però l'any següent es traslladà a la Plaça de l'Església, amb un aforament de mig miler de persones, i només un o dos artistes per any. La tercera edició, dilluns 6 d'agost de 2007, la pluja obligà a traslladar els concerts al saló parroquial, amb menys capacitat i sense aire condicionat: el torrentí Pau Alabajos va cantar acompanyat per dos «Músics Furtius», però Freixas —que presentava El camí cap a nosaltres— hagué de reduir el conjunt dels Altres Bandais a dues guitarres i veus, amb la participació puntual d'ex membres.
El 2008 hi actuaren el badaloní Albert Fibla, que presentà el seu tercer disc, El món es mou i la lleidatana Meritxell Gené, llavors acordionista del grup Skalivada, que havia publicat el seu debut en solitari, Inesperadament.
El cartell de la desena edició, obra d'Oriol Torrents, estigué dedicat al moviment Som Escola, com altres anys l'havien dedicat a la Vegueria de Vilafranca o a Riudebitlles decideix. L'any següent, els artistes escollits, Marcel Pich i Ovidi3, homenatjaren respectivament Guillem d'Efak i Ovidi Montllor pels vint anys de llurs traspassos.
El 2018 tornà a tindre programa doble en dos dies separats: dissabte 4 d'agost, Mazoni a la Plaça; i dilluns 6, Sílvia Tomàs a la Taverna d'en Silé.
El 2019, per a festejar la quinzena edició, dijous 25 de juliol hi hagué una presentació del llibre El cant de les primaveres lliures a cura de l'autor, Lluís Aragonès, presentat per Freixas; el concert, dissabte 3 d'agost, tornà a comptar amb la participació d'Alabajos i VerdCel en representació valenciana, Gené com a catalana de ponent, a més del nord-català Pere Figueres i la formenterenca Maria José Cardona com a nous convidats.
- Alabajos (2007)
- Arnella (2013)
- Bonet (2014)
- Freixas (…)
- Ventura (2005)
- 2006, 2019: VerdCel